# Alyangula
Alyangula är en ort i Australien. Den ligger i territoriet Northern Territory, omkring 620 kilometer öster om territoriets huvudstad Darwin. Antalet invånare är 1 289. Den ligger på ön Groote Eylandt.
Trakten runt Alyangula är nära nog obefolkad, med mindre än två invånare per kvadratkilometer.. Det finns inga andra samhällen i närheten. 
Savannklimat råder i trakten. Genomsnittlig årsnederbörd är 1 330 millimeter. Den regnigaste månaden är mars, med i genomsnitt 303 mm nederbörd, och den torraste är augusti, med 13 mm nederbörd.